# Liste der Kulturgüter im Kanton Appenzell Innerrhoden
Die Liste der Kulturgüter im Kanton Innerrhoden bietet eine Übersicht zu Verzeichnissen von Objekten unter Kulturgüterschutz in den sechs Bezirken (entspricht den politischen Gemeinden in der übrigen Schweiz) des Kantons Appenzell Innerrhoden. Die Verzeichnisse enthalten Kulturgüter von nationaler, regionaler und lokaler Bedeutung.

## Kulturgüterlisten der Gemeinden
- Appenzell
- Gonten
- Oberegg
- Schlatt-Haslen
- Schwende-Rüte